# Dagestan của tôi

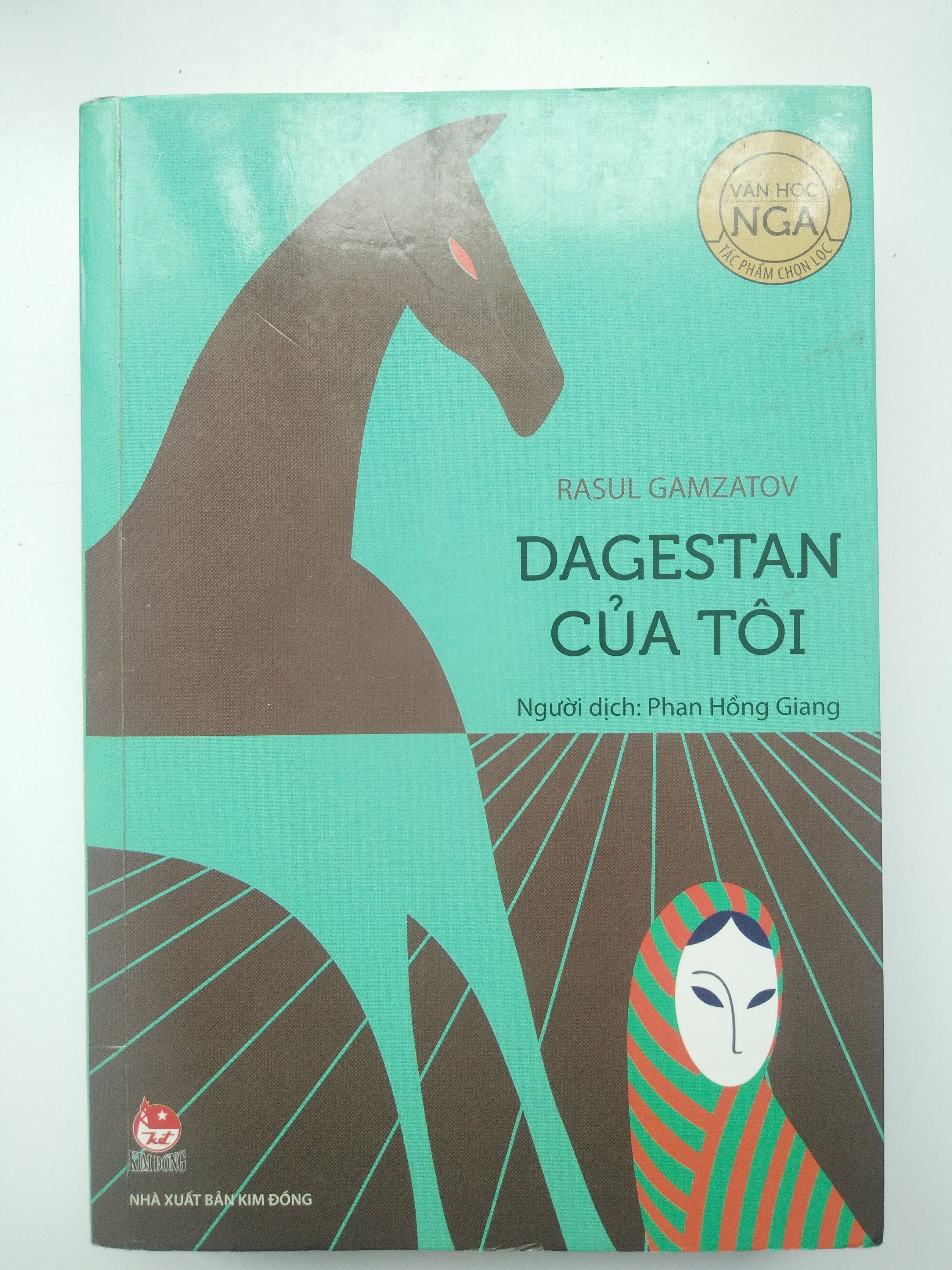
Bìa sách Dagestan của tôi, ấn bản tiếng Việt của Nhà xuất bản Kim Đồng năm 2016

"Dagestan của tôi" (tiếng Avar:  Дир Дагъистан, tiếng Nga: Мой Дагестан) là một tác phẩm sách viết bằng tiếng Avar của nhà thơ người Dagestan thuộc Liên Xô Rasul Gamzatov. Lần đầu tiên tác phẩm được dịch sang tiếng Nga bởi Vladimir Soloukhin . "Dagestan của tôi" được tái bản nhiều lần và được dịch ra nhiều thứ tiếng khác nhau trên thế giới . Cuốn sách này là một trong những tác phẩm quan trọng nhất của văn học Dagestan .
Tác phẩm đã được dịch giả Phan Hồng Giang và Bằng Việt (dịch phần thơ) chuyển ngữ sang tiếng Việt.

## Lịch sử
Tác phẩm "Dagestan của tôi" gồm hai tập. Năm 1967, tập đầu tiên được hoàn thành như một tác phẩm hoàn chỉnh, và vài năm sau đó cuốn thứ hai mới ra đời . Tác giả hoàn thiện cuốn thứ hai vào ngày 25 tháng 9 năm 1970 . Tập sách đầu tiên được xuất bản bằng tiếng Nga trên tạp chí Roman-Gazeta số 14 năm 1968 và nhận được sự quan tâm lớn của giới phê bình và độc giả . Bản dịch từ tiếng Avar sang tiếng Nga do Vladimir Soloukhin thực hiện . "Dagestan của tôi" trở thành tác phẩm văn xuôi đầu tiên của Rasul Gamzatov, trước đó ông chỉ xuất bản tác phẩm thơ .
Tổng cộng "Dagestan của tôi" đã có 50 ấn bản được phát hành và được dịch ra 39 thứ tiếng trên thế giới . Cuốn sách đã được dịch sang tiếng Anh, tiếng Pháp, tiếng Đức, tiếng Tây Ban Nha, tiếng Ý, tiếng Ba Lan, tiếng Bungari, tiếng Hungary, tiếng Triều Tiên, tiếng Việt Nam, tiếng Ba Tư, tiếng Thổ Nhĩ Kỳ và nhiều ngôn ngữ khác . Trong số 31 cuốn sách của Rasul Gamzatov được dịch ra tiếng nước ngoài, "Dagestan của tôi" là tác phẩm nổi tiếng nhất..
"Dagestan của tôi" được các tác giả cùng thời - những nhà văn Liên Xô như  Aitmatov , G. NS. Abashidze , S. A. Dangulov , S. NS. Babaevsky  đánh giá rất cao. Rất nhiều công trình nghiên cứu văn học phân tích tác phẩm "Dagestan của tôi" đã ra đời.

## Hình thức và nội dung
Xét về nội dung và hình thức nghệ thuật, cuốn sách "Dagestan của tôi" là nguyên bản và rất đặc sắc. Tác phẩm được viết bằng văn xuôi, nhưng chen vào đó là nhiều bài thơ. Chất thơ trong cuốn sách không chỉ nằm ở những đoạn thơ, mà còn trong những câu văn xuôi: từ ngữ của Rasul Gamzatov rất giàu hình ảnh và có sức biểu cảm sống động . Trong tác phẩm "Dagestan của tôi", tác giả dựa vào truyền thống dân tộc của văn học Dagestan , đồng thời sử dụng kinh nghiệm của ông trong lĩnh vực văn học hư cấu . Rasul Gamzatov liên tục nhắc tới văn học dân gian, ông đưa vào tác phẩm rất nhiều câu tục ngữ, cách ngôn, truyện cổ tích và truyện ngụ ngôn..
Các chủ đề mà Rasul Gamzatov đề cập trong các trang sách "Dagestan của tôi" rất đa dạng. Nội dung cuốn sách gồm những suy tư, độc thoại và ký ức của tác giả về Dagestan và người Dagestan, về ngôi làng quê hương của tác giả, về văn học nghệ thuật, về bản chất của sự sáng tạo và bản chất của thơ ca. Chủ đề sự sáng tạo là một trong những trọng tâm trong "Dagestan của tôi", đặc biệt là trong tập sách đầu tiên . Tập sách đầu bao gồm các chương với tiêu đề sau:
- Lời nói đầu
- Thế vào lời bạt. Về lời bạt nói chung
- Cuốn sách này đã ra đời thế nào và nó đã được viết ở đâu
- Về ý nghĩa của cuốn sách này và tên gọi của nó
- Về hình thức cuốn sách này. Viết nó như thế nào
- Ngôn ngữ
- Đề tài
- Thể loại
- Bút pháp
- Ngôi nhà cuốn sách này - cốt truyện
- Tài năng
- Làm việc
- Sự thật. Lòng dũng cảm
- Phân vân

Tập sách thứ hai chủ yếu đề cập đến quê hương và con người, các vấn đề đạo đức và lịch sử của Dagestan - điều này được phản ánh trong tiêu đề của các chương:
- Cha và mẹ. Lửa và nước
- Ngôi nhà
- Ba báu vật của người Đaghextan
- Con người
- Nhân dân
- Tiếng nói
- Bài ca
- Cuốn sách